# Federico Schiaffino

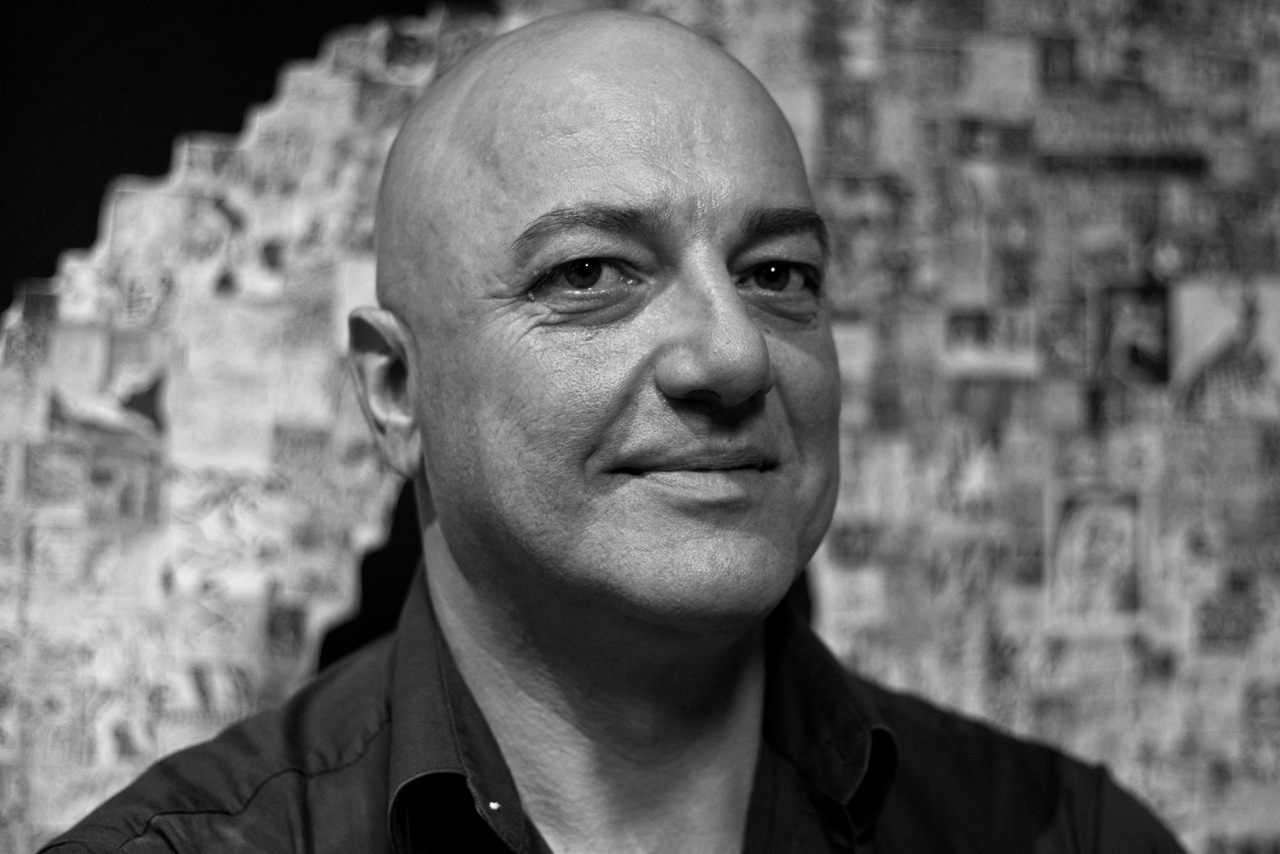
Federico Schiaffino (2014)

Federico Schiaffino (* 24. August 1953 in Portofino) ist ein italienischer Künstler. Sein Werk umfasst neben der Malerei, Skulpturen, Grafiken, Installationen und Performances.                      

## Leben
Schiaffino wuchs in Portofino auf. Er studierte an der Accademia di Belle Arti di Brera in Mailand bei Aldo Turchiaro, danach folgte ein Studium der künstlerischen Druckgrafik am Pratt Graphic-Center bei David Finkbeiner, New York City und ebenso an der New School bei George Shapiro. An der Art Students League of New York absolvierte Schiaffino einen Bildhauerkurs bei Nathaniel Kaz. Er arbeitete als Bühnenbildner für die Theaterkompanie  „Nuovo Repertorio“ in Turin. Schiaffino lebt und arbeitet in Welver, Westfalen und in Portofino, Ligurien.

## Auszeichnungen
- 1977: Premio Int. „Torre d`Ansperto“, Mailand, 1. Preis
- 1978: „Trofeo Autunno“, Galleria Casabella S.M.L.; Genua, 1. Preis
- 1979: Premio Int. di Cannes, 2. Preis
- 1982: Grand Prix Award of Space, Seoul
- 1983: The Fifth Annual Carrier Print Competition, Belle Mead, 2. Preis
- 1990:  Mini Print International Award, Cadaqués
- 2007: Libr' art, Graphics Art Award, Libramont-Chevigny, 1. Preis

## Ausstellungen (Auswahl)
- 1978: Galleria Palazzo Niccolò Grimaldi, Genua, Italien
- 1979: National Arts Club, New York City
- 1980: Cité Internationale des Arts, CIA, "Le Trait," Paris
- 1981: Society of American Graphic Artists, New York City
- 1987: AAA Associated American Artist, New York City
- 1990: Greenville County Museum of Art, "Water World", Greenville, USA
- 1994: Arco Madrid, Madrid, Spain
- 1995: Joensuun taidemuseon, Joensuu, Finnland
- 1996: Art Cologne, Köln
- 2000: Museo del Parco di Portofino „En plain air“, Portofino
- 2001: Airport Gallery 1,"Italienische Impressionen", Frankfurt
- 2002: Maximilianpark, Elektrozentrale, „La Via del Tempo“, Hamm
- 2004: Buchmesse Frankfurt, "Ex Libris", Frankfurt
- 2005: Museo Castello Brown, Portofino, Italien
- 2008: Kunstmuseum Wilhelm-Morgner-Haus, "Il mosaico della mia vita", Soest
- 2012: Harenberg City-Center, Skulpturenpark, 10 Stahlskulpturen, Dortmund
- 2014: OPEN 17. International Exhibition of Sculpture and Installation, Venedig, Italien
- 2016: Oberlandesgericht Hamm, "Responabilitá"
- 2017: Skulpturenprojekt VII, Skulpturenpark, Rees
- 2018: Landschaftsverband Rheinland, Köln

## Sammlungen
- Carl Icahn, Private Art Collection, MOMA Tower, NYC, USA
- Bresnan Art Collection, NY, USA
- Collezione Giorgio Armani,  Mailand, Italien
- Collezione Borromeo, Mailand, Italien
- Collezione Principe Emanuele Filiberto di Savoia, Venedig, Italien
- Pratt Institute, Pratt Graphics Center, New York City, USA
- Pallas Verlag, Theodor Kohlmann, Welver/Berlin
- Liebes Leben Museum, Soest
- Zentralbibliothek, Heinrich-von-Kleist Forum, Hamm
- Andreas Rumbler, Geschäftsführer, Christie’s, Deutschland
- Deutscher Fußball-Bund, Stiftung Deutsches Fußballmuseum, Dortmund
- Erotic Art Museum Hamburg, Claus Becker
- Harenberg City-Center, Dortmund